# Pierwszy lord skarbu
Od 1905 roku tytuł pierwszego lorda skarbu nosił zawsze premier Wielkiej Brytanii
| Minister                                       | Czas urzędowania                       |
| ---------------------------------------------- | -------------------------------------- |
| Charles Montagu, 1. hrabia Halifax             | 13 października 1714–19 maja 1715      |
| Charles Howard, 3. hrabia Carlisle             | 23 maja 1715–10 października 1715      |
| Robert Walpole                                 | 10 października 1715–12 kwietnia 1717  |
| James Stanhope, 1. hrabia Stanhope             | 12 kwietnia 1717–21 marca 1718         |
| Charles Spencer, 3. hrabia Sunderland          | 21 marca 1718 - 4 kwietnia 1721        |
| Robert Walpole                                 | 4 kwietnia 1721–11 lutego 1742         |
| Spencer Compton, 1. hrabia Wilmington          | 16 lutego 1742–2 lipca 1743            |
| Henry Pelham                                   | 27 sierpnia 1743 - 6 marca 1754        |
| Thomas Pelham-Holles, 1. książę Newcastle      | 16 marca 1754–16 listopada 1756        |
| William Cavendish, 4. książę Devonshire        | 16 listopada 1756–25 czerwca 1757      |
| Thomas Pelham-Holles, 1. książę Newcastle      | 2 lipca 1757–26 maja 1762              |
| John Stuart, 3. hrabia Bute                    | 26 maja 1762–16 kwietnia 1763          |
| George Grenville                               | 16 kwietnia 1763–13 lipca 1765         |
| Charles Watson-Wentworth, 2. markiz Rockingham | 13 lipca 1765 - 30 lipca 1766          |
| Augustus FitzRoy, 3. książę Grafton            | 30 lipca 1766–28 stycznia 1770         |
| Frederick North, lord North                    | 28 stycznia 1770–22 marca 1782         |
| Charles Watson-Wentworth, 2. markiz Rockingham | 27 marca 1782–1 lipca 1782             |
| William Petty, 2. hrabia Shelburne             | 4 lipca 1782–2 kwietnia 1783           |
| William Cavendish-Bentinck, 3. książę Portland | 2 kwietnia 1783–19 grudnia 1783        |
| William Pitt Młodszy                           | 19 grudnia 1783–14 marca 1801          |
| Henry Addington, 1. wicehrabia Sidmouth        | 17 marca 1801–10 maja 1804             |
| William Pitt Młodszy                           | 10 maja 1804–23 stycznia 1806          |
| William Grenville, 1. baron Grenville          | 11 lutego 1806 - 31 marca 1807         |
| William Cavendish-Bentinck, 3. książę Portland | 31 marca 1807 - 4 października 1809    |
| Spencer Perceval                               | 4 października 1809–11 maja 1812       |
| Robert Jenkinson, 2. hrabia Liverpool          | 9 czerwca 1812–10 kwietnia 1827        |
| George Canning                                 | 10 kwietnia 1827 - 8 sierpnia 1827     |
| Frederick Robinson, 1. wicehrabia Goderich     | 31 sierpnia 1827–22 stycznia 1828      |
| Arthur Wellesley, 1. książę Wellington         | 22 stycznia 1828–22 listopada 1830     |
| Charles Grey, 2. hrabia Grey                   | 22 listopada 1830–16 lipca 1834        |
| William Lamb, 2. wicehrabia Melbourne          | 16 lipca 1834–17 listopada 1834        |
| Robert Peel                                    | 10 grudnia 1834 - 8 kwietnia 1835      |
| William Lamb, 2. wicehrabia Melbourne          | 18 kwietnia 1835 - 30 sierpnia 1841    |
| Robert Peel                                    | 30 sierpnia 1841–29 czerwca 1846       |
| John Russell                                   | 30 czerwca 1846–23 lutego 1852         |
| Edward Stanley, 14. hrabia Derby               | 23 lutego 1852–19 grudnia 1852         |
| George Hamilton-Gordon, 4. hrabia Aberdeen     | 19 grudnia 1852 - 6 lutego 1855        |
| Henry Temple, 3. wicehrabia Palmerston         | 6 lutego 1855–20 lutego 1858           |
| Edward Stanley, 14. hrabia Derby               | 20 lutego 1858–12 czerwca 1859         |
| Henry Temple, 3. wicehrabia Palmerston         | 12 czerwca 1859–18 października 1865   |
| John Russell, 1. hrabia Russell                | 29 października 1865–28 czerwca 1866   |
| Edward Stanley, 14. hrabia Derby               | 28 czerwca 1866–27 lutego 1868         |
| Benjamin Disraeli                              | 27 lutego 1868 - 3 grudnia 1868        |
| William Ewart Gladstone                        | 3 grudnia 1868–20 lutego 1874          |
| Benjamin Disraeli                              | 20 lutego 1874–23 kwietnia 1880        |
| William Ewart Gladstone                        | 23 kwietnia 1880–23 czerwca 1885       |
| Stafford Northcote, 1. hrabia Iddesleigh       | 29 czerwca 1885–1 lutego 1886          |
| William Ewart Gladstone                        | 1 lutego 1886–25 lipca 1886            |
| Robert Gascoyne-Cecil, 3. markiz Salisbury     | 3 sierpnia 1886–14 stycznia 1887       |
| William Henry Smith                            | 14 stycznia 1887 - 6 października 1891 |
| Arthur Balfour                                 | 6 października 1891–15 sierpnia 1892   |
| William Ewart Gladstone                        | 15 sierpnia 1892 - 5 marca 1894        |
| Archibald Primrose, 5. hrabia Rosebery         | 5 marca 1894–25 czerwca 1895           |
| Arthur Balfour                                 | 25 czerwca 1895 - 5 października 1905  |